# 福屋武人
福屋 武人（ふくや たけと、1936年 - ）は、日本の心理学者、川村学園女子大学名誉教授。

## 経歴・人物
1954年、静岡県立静岡高等学校卒業。1961年、学習院大学文学部哲学科心理学専攻卒業、1963年から1965年にかけて西独チュービンゲン大学に学び、1973年、チュービンゲン大学精神科病院に学ぶ。川村短期大学教授、川村学園女子大学教授。

## 著書
- <第一印象>で得する人、損する人 あなたのイメージは0.4秒で決まる! PHP研究所 1994.7
- 愛の認知度テスト 二人の愛がわかる心理学 ワニブックス 1994.10
- 「寂しさ」と「絶望」の癒し方 追いつめられた心を救う安らぎのカウンセリング PHP研究所 1996.9

## 共編著
- 心理学における実験と測定 岡本栄一共編著 日本文化科学社 1978.11
- 学生のための臨床心理学 学術図書出版社 1985.5
- 学生のための教育心理学 学術図書出版社 1985.10
- クレッチマーの思想 こころとからだの全体理論 鍋田恭孝共編 1986.3 (有斐閣選書)
- 青年心理学 松山とし子共編 学術図書出版社 1988.9
- 教職課程の教育心理学 学術図書出版社 1990.4
- 人間関係と生徒指導 学術図書出版社 1991.3
- 乳幼児心理学 学術図書出版社 1991.4 (保育シリーズ)
- 最新教育心理学 学術図書出版社 1994.10
- 現代の臨床心理学 学術図書出版社 2002.3
- 幼児・児童期の教育心理学 改訂版 学術図書出版社 2003.9
- 老年期の心理学 学術図書出版社 2004.8

## 翻訳
- 迷路テスト 性格分析と職業適性診断への応用 フレディー・シャピュイ 日本文化科学社 1972
- 形成と思考 ある精神医学者の歩んだ道 E・クレッチマー 深見茂共訳 医事公論社 1975
- 狂気の絵画 美術作品にみる精神病理 ルドルフ・レムケ 1981.2 (有斐閣選書)
- ギーセン・テスト 個人・集団のための臨床的人格診断法 D.ベックマン,H.E.リヒター 日本文化科学社 1986.8

## 参考
- 翻訳書記載の略歴